# Piazza Umberto I
(Maxime du Camp nella Revue des Deux Mondes)
Piazza Umberto I, spesso chiamata semplicemente Piazzetta oppure chiazza dai locali, è una piazza sita nel comune di Capri.
La piazza, situata ai margini del centro storico caprese, anticamente ospitava l'antico mercato locale; oggi è invece il centro della vita sociale isolana ed è spesso definita un «salotto del mondo», tanto da essere spesso paragonata a piazze quali il Rossio di Lisbona o la San Marco veneziana.

## Storia

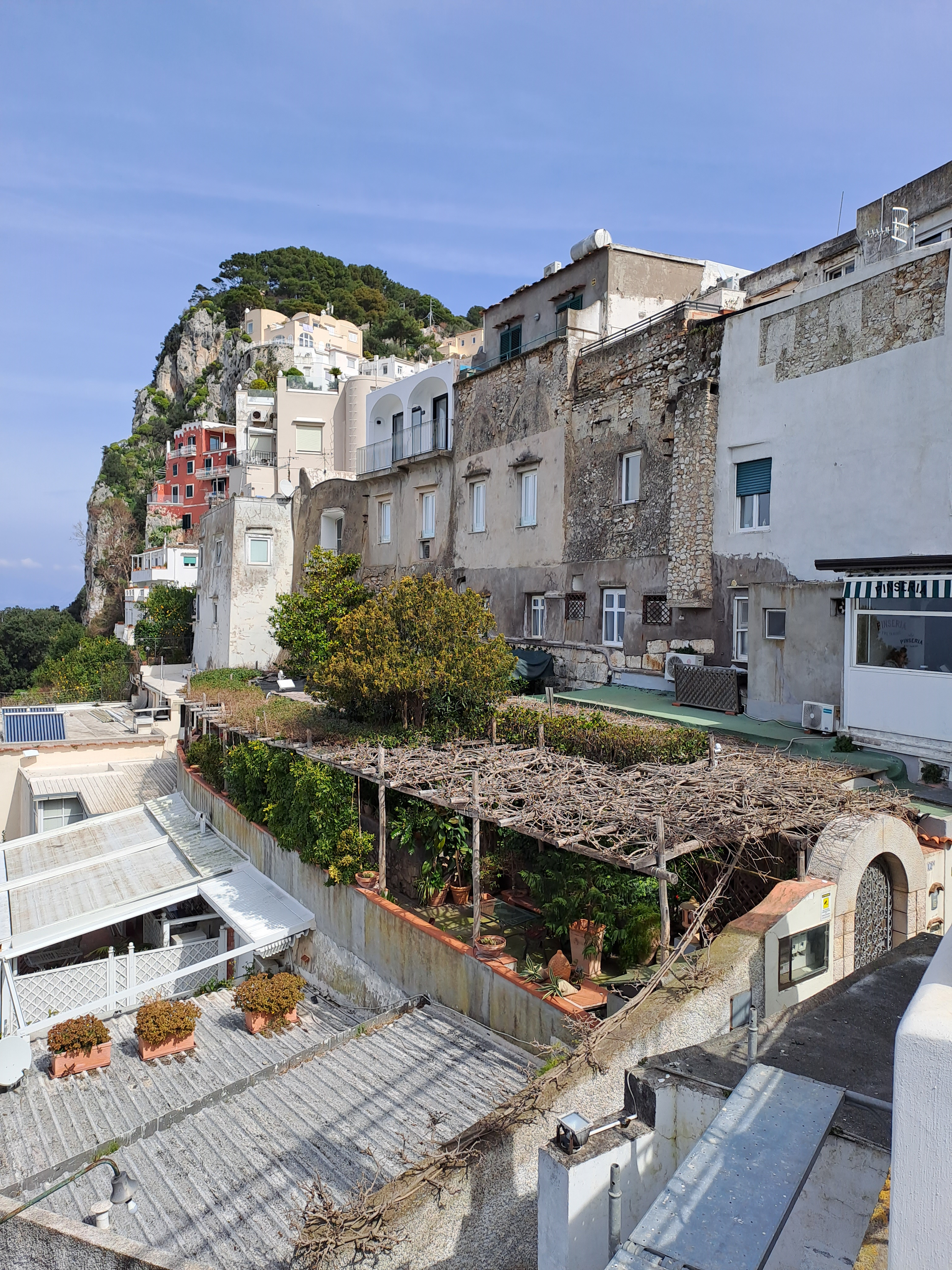
Il segmento superstite del muro di età preromana visto dalla terrazza della Funicolare, adiacente la piazza

### Epoca antica

#### Età greca
In età greca la piazza era arroccata lungo il perimetro delle mura difensive, in opera quadrata e poligonale che proteggevano Capri; queste partivano dalle pendici del colle San Michele (in località Tiberio) e costeggiavano l'attuale via Castello fino ad arrivare all'altura del Castiglione.
Oggi il muro è quasi totalmente distrutto; gli unici blocchi rimanenti sono visibili dalla terrazza della piazza, dall'adiacente via Longano e da via Castiglione, la strada che conduceva al termine del muro.

#### Età romana
Durante l'età romana, dove si prospettava un lungo periodo di pace in seguito alla Pax Romana,  la fortificazione venne parzialmente distrutta, in quanto era diventata inutile e dannosa per il tessuto urbano, allora in fase di espansione.
Del muro si salvarono solamente i tratti che avevano un'utilità strutturale, per la costruzione di edifici o infrastrutture: grazie alle rovine del muro di cinta caprese, infatti, furono sopraelevate le mura angioine.
Scriverà lo scrittore francese Maxime Du Camp:

### Epoca medievale

#### XIV secolo
Sul finire del XIV secolo Capri conobbe una vera e propria rivoluzione urbanistica, che vide l'affermazione di un nuovo nucleo abitato, che si affiancò quindi alla già esistente contrada di Cesina.
Il conte Giacomo Arcucci, consigliere della regina napoletana Giovanna I d'Angiò, iniziò in questo periodo la costruzione della sua elegante dimora, scegliendo un luogo sopraelevato rispetto all'insediamento medievale. Fece quindi erigere il suo palazzo nell'area posta frontalmente a via Longano, in un luogo precedentemente occupato da due strutture religiose: si tratta della chiesa di Santo Stefano, che diverrà poi cattedrale, e della chiesetta di Santa Sofia, che verrà abbattuta.

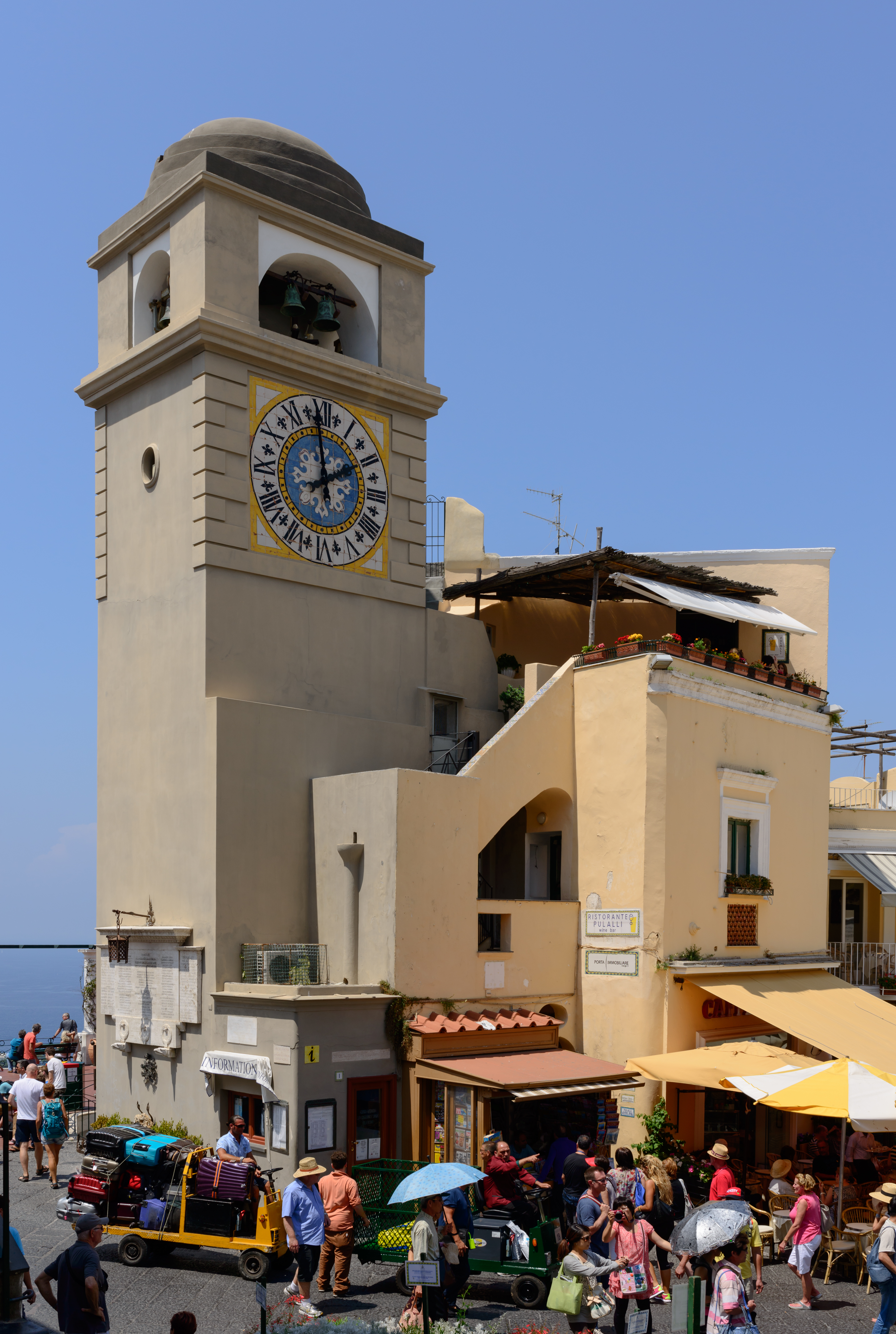
La torre campanaria della Piazzetta in una foto scattata nel 2016

L'imponente costruzione dell'Arcucci tuttavia sconvolse il disegno urbano della cittadella, prima composta quasi esclusivamente da abitazioni che non superavano i due piani. La casa del conte napoletano, e tutti gli edifici che la seguirono (di uguali dimensioni), si guadagnarono quindi la denominazione di «Case Grandi».
Anche la costruzione delle varie porte fortificate (che costituirono per lungo tempo l'unico accesso all'isola) va ricondotto a questo periodo, quando con l'intensificarsi del fenomeno della pirateria diventò necessario il potenziamento del sistema difensivo isolano.

#### I secoli XVI e XVII
Solo a partire dal XVI secolo piazza Umberto I assunse la sua caratteristica forma quadrangolare. Durante il XVII secolo, invece, ebbe inizio un lento processo di sopraelevazione dell'edificazione del palazzo vescovile, che si avvicinò molto alla ex cattedrale di Santo Stefano. Venne quindi creato anche un passaggio, inizialmente scoperto, per saldare la cappella dell'edificio religioso con la dimora del vescovo, che corrispondeva all'attuale Municipio.
Lo spazio delimitato dalle nuove costruzioni, quindi, diventò lentamente una vera e propria piazza. Questa venne inizialmente impiegata per esercitarsi nelle operazioni di difesa, essendo questi secoli (Cinquecento e Seicento) quelli delle scorrerie dei pirati saraceni, che distrussero perfino il castello Barbarossa, collocato sulla cima più alta dell'isola, il monte Solaro.
Nel 1656 l'isola conobbe anche un'epidemia di peste: proprio nella piazza furono bruciati gli indumenti di coloro contagiati dalla malattia. Venne anche eretta, nella porta di Capri (ubicata nelle immediate vicinanze), una cappella votiva a san Sebastiano.

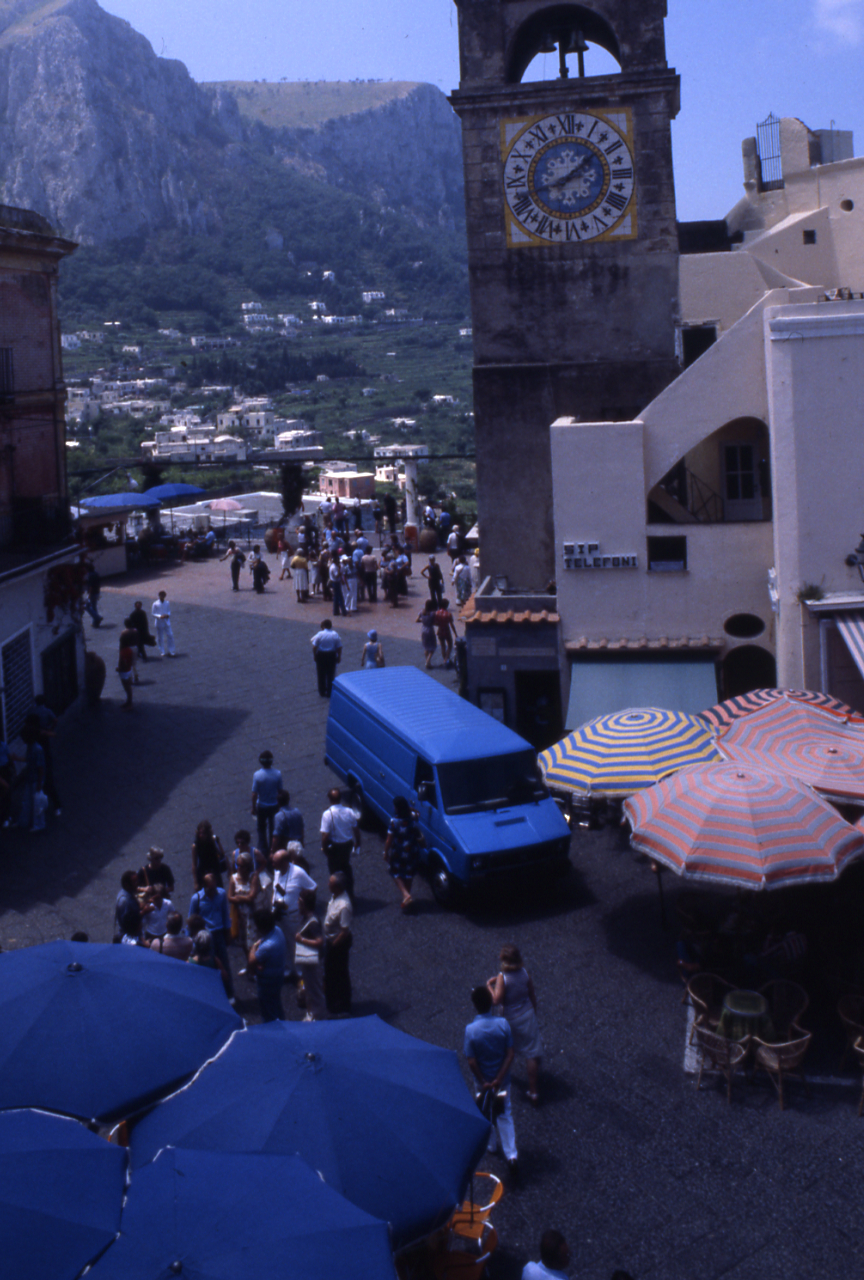
La Piazzetta nel 1978 in una fotografia di Paolo Monti

#### XVIII secolo
Passata l'epidemia, nella piazza si svolsero in giorni prefissati feste popolari, processioni e riti religiosi. Lo slargo, inoltre, diventò sede periodica del mercatino caprese, e quindi anche luogo di scambio e spazio riservato alla comunicazione tra i vari componenti della comunità.
Così descrisse la piazza lo storico austriaco Norbert Hadrawa:
Nella piazza giungevano principalmente contadini, che lì vendevano (o compravano) i prodotti ortofrutticoli: quindi legumi, frutta, ortaggi, vino, olio. Allo stesso modo, i pescatori vendevano «sulla pietra» il loro pescato.

### Epoca moderna

#### XIX secolo
L'isola fino all'Ottocento conobbe una situazione di estrema arretratezza, che perdurò fino all'unità d'Italia, quando (grazie ai fondi stanziati dallo Stato e destinati ai comuni poveri) ci fu un vero e proprio processo di rinnovamento che coinvolse anche la Piazzetta.
Innanzitutto venne costruita la «strada Nuova», ufficialmente via Roma in onore della neo-capitale italiana, per collegare Capri con Anacapri. Per far innestare la via nella piazza venne demolito (nel 1873) il fabbricato posto nell'area oggi compresa tra il bar Caso e il palazzo Arcucci. Nel 1877-78, invece, fu ultimata la strada carrozzabile per Marina Grande, in concomitanza con la costruzione di una pensilina alberata per la sosta delle carrozze.
Sempre nella piazza venne costruita la farmacia privata dell'isola, essendo quelle precedenti sempre dirette da un medico di nomina comunale. Gli interventi qui descritti mutano profondamente il volto della piazza e dell'isola stessa, che iniziò a diventare meta privilegiata del turismo.

#### XX secolo

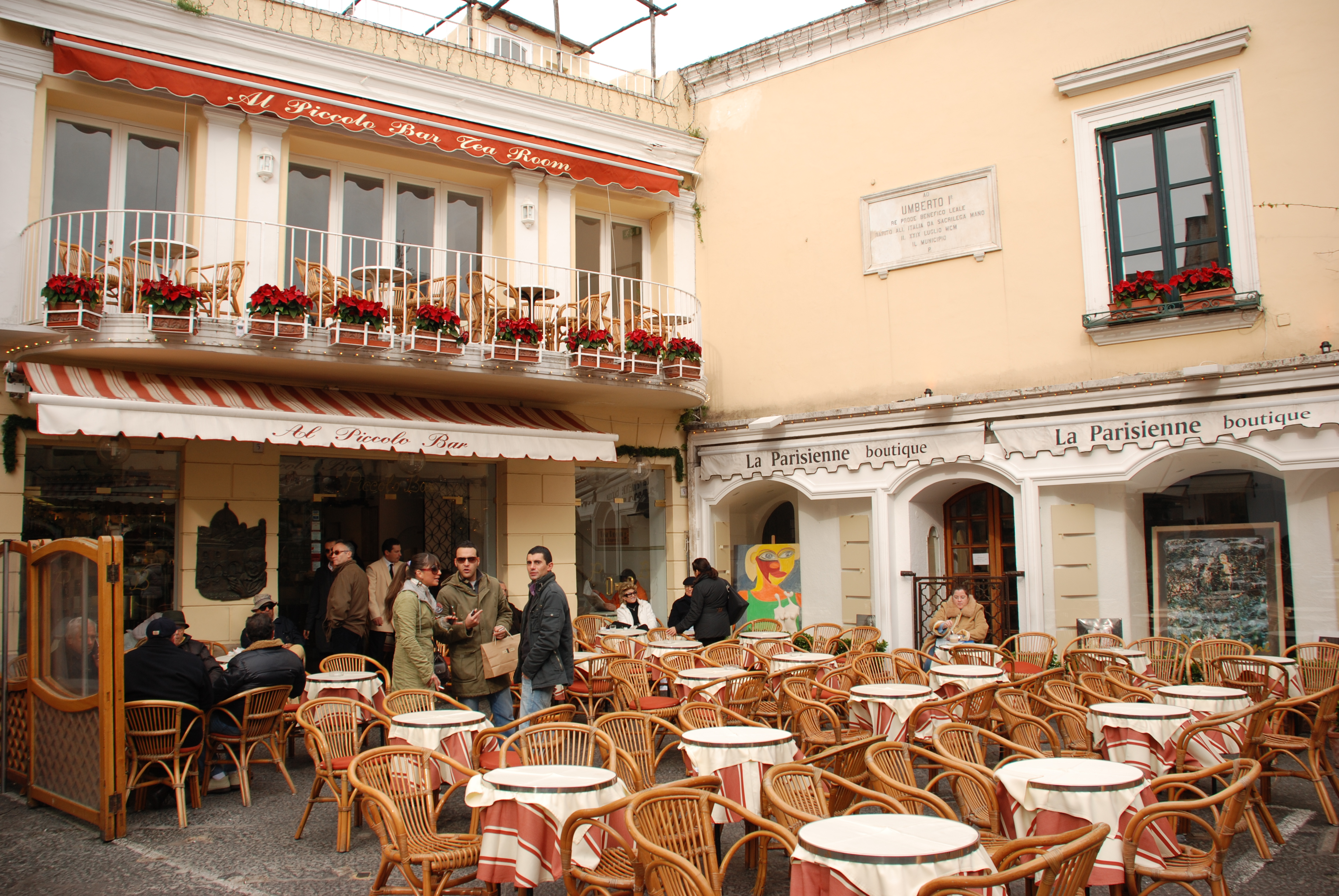
Oggi la Piazzetta, divenuta il centro della vita mondana caprese, ospita quattro caffè: in figura il Bar Piccolo.

Alle soglie del XX secolo la piazza diventò a tutti gli effetti il cuore della Capri turistica. Nel 1900 la piazza, fino ad allora anonima, venne intitolata in onore a Umberto I d'Italia, il re appena scomparso, diventando quindi ufficialmente «piazza Umberto I»; nel 1907 fu inaugurata la funicolare di Capri, l'impianto a fune che tuttora connette la piazza al borgo di Marina Grande.
La piazza assunse un carattere più mondano solo quando il caprese Raffaele Vuotto, fra il 1934 e il 1938, aprì il suo bar, il Gran Caffè Vuotto; dopo l'apertura di quest'ultimo, infatti, altri capresi lo seguirono aprendo le proprie imprese e, da quel momento, la Piazzetta divenne il cuore pulsante della vita sociale dell'isola, tanto da essere spesso soprannominata «salotto del mondo».

## Epigrafi

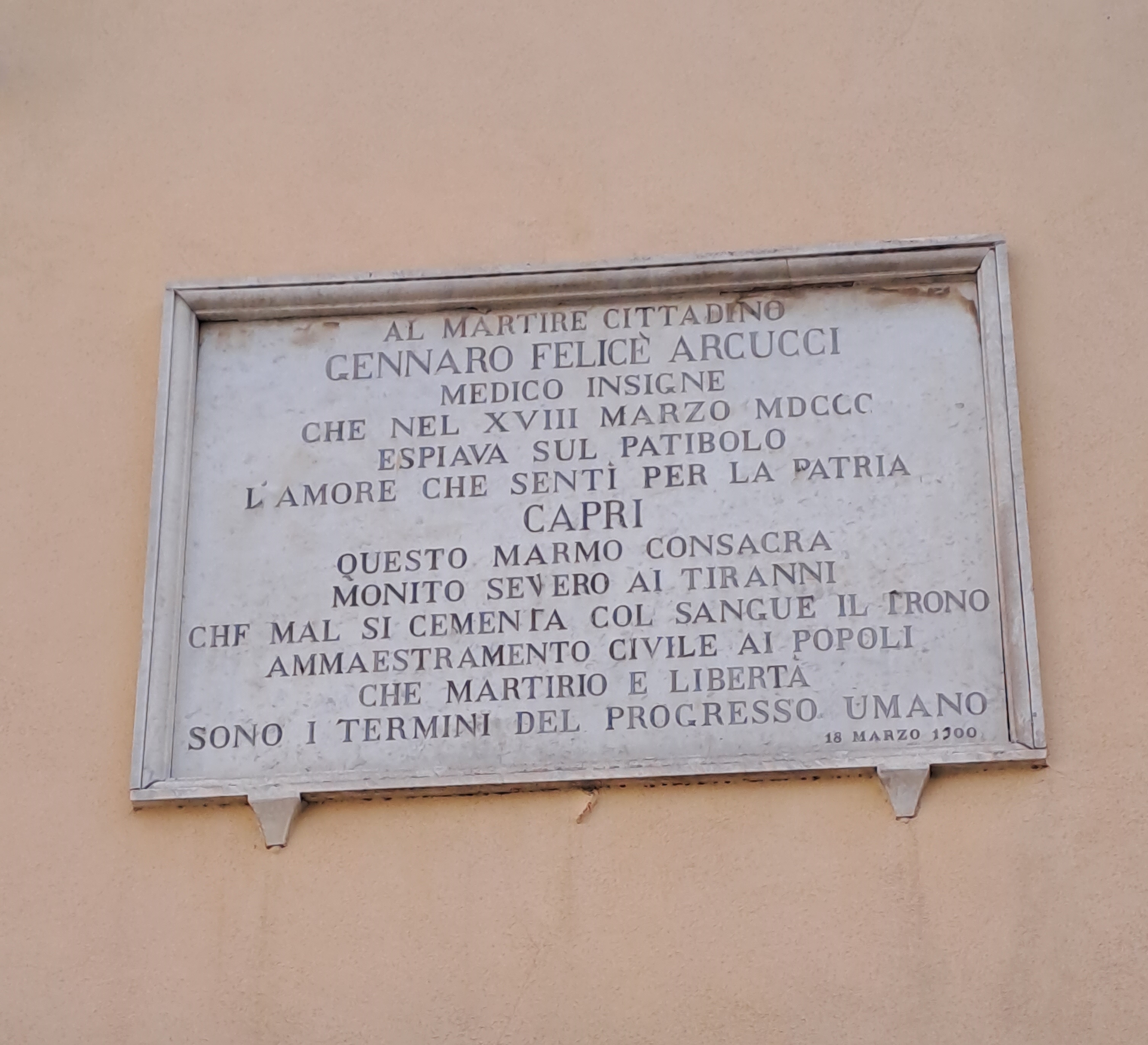
Epigrafe dedicata a Gennaro Arcucci

Nella piazza sono presenti numerose epigrafi in pietra.
La prima è stata posta in onore del già citato Gennaro Arcucci, conte di Capri:
La seconda è invece dedicata al pescatore Francesco Spadaro, noto in quanto si faceva raffigurare sulle cartoline:
La terza ricorda invece il regnante italiano Vittorio Emanuele II:
Una quarta lastra è stata invece posta in memoria dei caduti delle due guerre mondiali residenti a Capri: su di essa è infatti riportato un elenco di tutti coloro che perirono per i due conflitti o per le loro conseguenze.